# Midnattsmysteriet
Midnattsmysteriet (engelska: The Canary Murder Case) är en amerikansk pre-code mysteriefilm från 1929 i regi av Malcolm St. Clair och Frank Tuttle. Manuset skrevs av Willard Huntington Wright (som S.S. Van Dine), Albert S. Le Vino och Florence Ryerson, baserat på romanen Kanariemysteriet av S.S. Van Dine. 
Filmen var den första i en serie av Philo Vance-filmer adapterade från romanerna. I huvudrollerna ses William Powell, Jean Arthur, James Hall och Louise Brooks som "Kanarien".
Filmen gjordes ursprungligen som stumfilm, men omarbetades sedan till att bli en ljudfilm. Louise Brooks vägran att samarbeta på ljudversionen hade stor inverkan på hennes karriär i hemlandet. Hennes röst dubbades istället av Margaret Livingston.

## Rollista i urval
- William Powell – Philo Vance
- Louise Brooks – Margaret Odell (Kanarien)
- Jean Arthur – Alyce LaFosse
- James Hall – Jimmy Spotswoode
- Charles Lane – Charles Spotswoode
- Eugene Pallette – Sgt. Ernest Heath
- Gustav von Seyffertitz - Dr. Ambrose Lindquist
- Lawrence Grant – Charles Cleaver
- Ned Sparks – Tony Sheel
- Louis John Bartels – Louis Mannix
- E.H. Calvert – Distriktsåklagare John F.X. Markham
- Tim Adair – George Y. Harvey
- Margaret Livingston – Margaret Odell (röst)